# Doble
Doble byla americká automobilka vyrábějící parní automobily. Založil ji Abner Doble v San Franciscu roku 1916, zanikla v roce 1931 kvůli stále lepším spalovacím motorům, které byly mnohem lepší než parní vozy, které společnost vyráběla.

## Historie

### Vznik společnosti
Automobilku založil roku 1906 Abner Doble, jehož otec byl konstruktér drážních zařízení a dědeček majitel patentu na jeden typ vodního kola. Za budoucnost pohonu považoval parní stroj. Hned v prvním roce studií na MIT postavil vlastní parní automobil. Tento vůz byl pojmenován Doble A a vznikl ve sklepě.

### Cesta do Detroitu
Roku 1915 řídil Abner vůz Doble B z Massachusetts do Detroitu. Jeho cílem bylo najít investory do společnosti, která bude vyrábět parní vozy. Povedlo se mu získat téměř 200 tisíc dolarů, díky čemuž mohl založit společnost General Engineering Company se sídlem v Detroitu. V tu samou dobu začali bratři vytvářet nový automobil, Doble C (zvaný též Detroit), který byl obohacen o nové inovace a modernější technologie.

### Doble C (Detroit)
John Doble zkonstruoval bleskový kotel, díky němuž se startování velice zkrátilo. Pára vznikla mnohem rychleji než do té doby. Jako palivo se používaly různé látky. Díky této vymoženosti se zkrátilo startování vozu na 90 sekund, což bylo kratší než u obyčejných benzinových vozů. To vše se však změnilo ve chvíli, kdy byl vynalezen startér. Motor měl pouze jeden převod. 

### Společnost během 1. světové války
Během 1. světové války vytvořila společnost 2 prototypy parních tanků.

### Doble D
Šlo o naprosto předělané parní vozidlo, které dosahovalo na svou dobu nadprůměrných výsledků. Automobil měl významně upravený parní stroj, který byl velmi zdokonalený a startování bylo velmi usnadněné.

### Doble E
V roce 1922 byl představen automobil Doble model E, který byl významně upravený a měl vyšší výkon. Uvnitř kotle také byl mnohem vyšší tlak než v předchozích modelech. Model byl dodáván v mnoha karosářských verzích a dá se tedy říct, že dva modely nebyly stejné. Bratři také neustále přicházeli s dalšími vymoženostmi.

### Doble F
Hlavním rozdílem od modelu E byl kotel, který byl opět vylepšený. Vůz stál na jiném podvozku než model E. Bylo vyrobeno pouze 7 kusů, přičemž jedním z nich jezdil Hermann Göring, nacista a usvědčený válečný zločinec.  

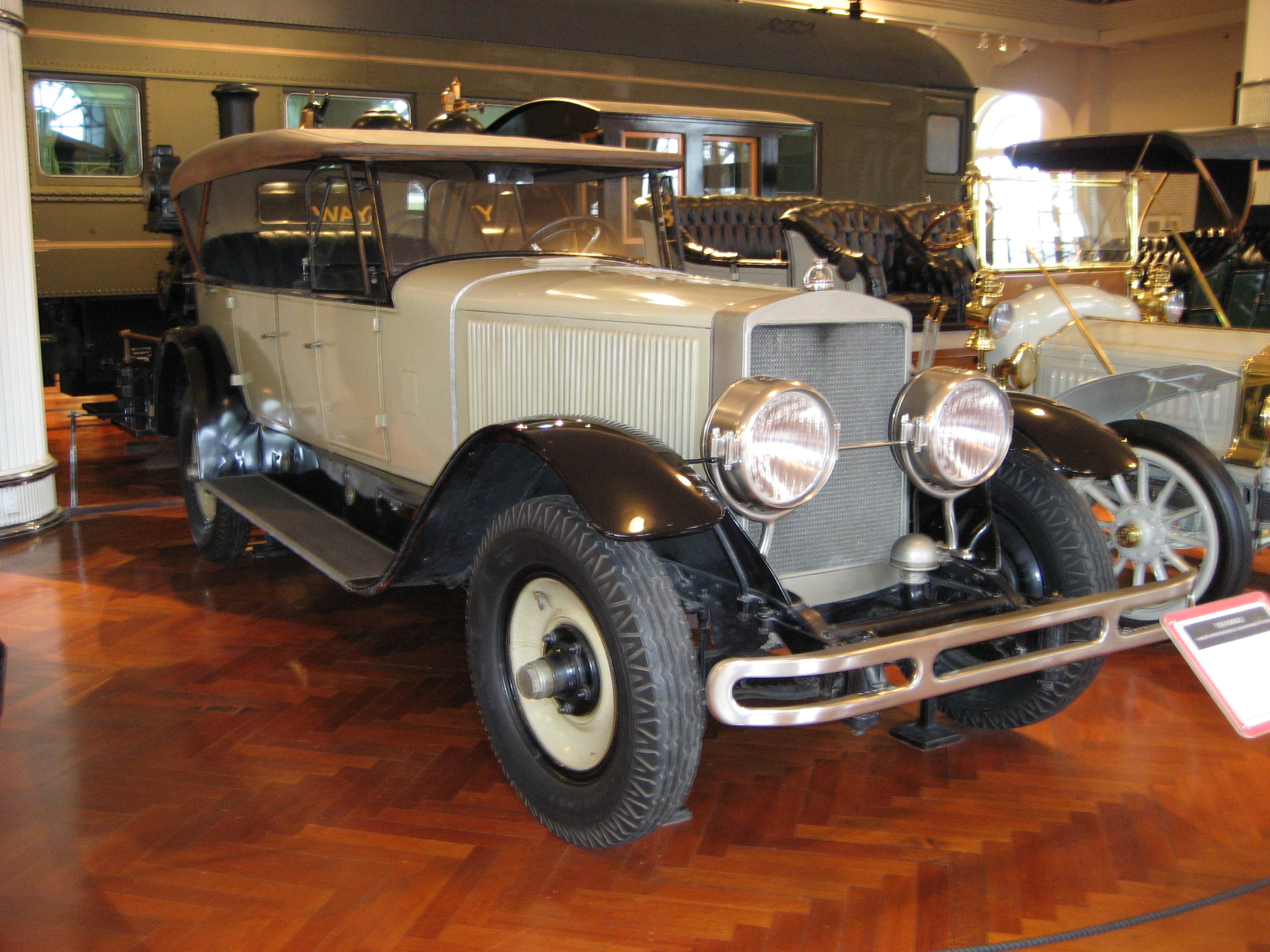
Doble model E v muzeu Henryho Forda

## Vozy
Automobilka vyrobila 6 typů vozů:
- Doble A
- Doble B
- Doble C (Doble Detroid)
- Doble D
- Doble E
- Doble F